# ウィリアムソン郡 (テキサス州)
ウィリアムソン郡（英: Williamson County）は、アメリカ合衆国テキサス州の郡である。人口は60万9017人（2020年）。郡庁所在地はジョージタウンであり、同郡で人口最大の都市はラウンドロックである。オースティン都市圏に含まれる。
西部は岩がちな地形と丘陵であるエドワーズ高原に、東部は肥沃な農業用地になっている黒土プレーリーとなっており、この2つの地域は州間高速道路35号線で大まかに分けられている。
ウィリアムソン郡は1848年に設立され、郡名は初期開拓者でサンジャシントの戦いに参加したロバート・マカルピン・ウィリアムソン（1806年？-1859年）に因んで名付けられた。ウィリアムソンは子供のときの病気で右足が不自由になり、臑を太ももの後に上げて、木製の義肢を付けていたので、親しみを込めて「3本足のウィリー」とも呼ばれていた。

## 歴史

### 前史時代

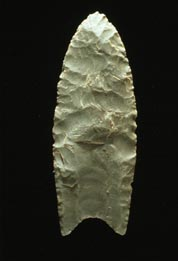
クローヴィス文化の鏃、約11,200年前のものと推定されている

ウィリアムソン郡となった地域の大半には、少なくとも11,200年前に人類が住んでいた。最も初期のものは更新世後期（氷河期）とされ、ベル郡で発見され研究が進んだゴールト遺跡の出土物に基づき、紀元前9200年（現在から11,200年前）頃のクローヴィス文化に結びつけられている。近年でも最大級に重要な発見は、レアンダー近くで発見されたことから「レアンダー・レディ」と呼ばれる古代人の骨格である。テキサス州交通省の労働者が新しい道路の土壌サンプルを掘っているときに、偶然発見した。この遺跡は長年にわたって広範に調査され、出土品の放射性炭素年代測定から更新世、約10,500年前のものとされた。前史時代や古代の宿営地跡は、ラウンドロックのブラッシー・クリークやジョージタウンのサンガブリエル川など郡内の水源沿いで見つかっている。それらの遺跡の多くはサンガブリエル川にダムが造られ、グランジャー湖ができたときに水没した。これら考古学的遺跡から、焼かれた岩の貝塚から出てきた遺物や火打ち石に基づいて、古代人の痕跡が大量に得られている。
名前の知られているインディアン部族で初期のものはトンカワ族であり、火打ち石を使い、徒歩でバッファローを追った狩猟型部族であり、ときには狩猟のためにプレーリーに火を放つことがあった。18世紀には馬を使うようになり、量的には限られるが火器も使った。トンカワ族が白人に追い出された後に、コマンチ族が1860年代までは開拓者に対する襲撃を続けた。イギリス系開拓者が入ってきた頃、ほかにもカイオワ族、ヨジュアン族、タワコニ族、メイアイ族などがこの地域に住んでいた。

### 現代の成長要因
ウィリアムソン郡の人口が急成長していることは、オースティン市の直ぐ北に位置し、市が北方に急拡大しているのが大きな原因である。成長しているのは住宅地区だが、雇用数の多いデルの国際本社などが郡内にあることで、単なるベッドタウンから職住接近のより活性化された社会に変わってきた。このことでオースティンへの依存体質から、自給自足型経済に大きく転換してきた。1999年から現在まで、ジョージタウンのライバリー、ラウンドロックのプレミアム・アウトレットモール、イケア、ラ・フロンテラ複合施設など大型の商業開発も行われてきた。郡の成長には医療や高等教育の施設も大きな要因になっている。過去5年間で2つのカレッジと2つの病院が新しく開設された。もう1つの大きな要因は北環状有料道路1号線とテキサス州道45号線有料道路の開通であり、オースティン市との行き来が大きく改善された。

#### サンシティ
成長要因の中でも最も重要な1つはジョージタウン市内に新しくサンシティの地域社会ができたことである。1995年にオープンしたこの町は当初「サンシティ・ジョージタウン」と名付けられ、広さは5,300エーカー (21 km2) の入場制限付き社会であり、州間高速道路の西約10マイル (16 km)、アンダイス道路沿いにある。デル・ウェブ社（現在はプルート・ホームズの1部門）が始めたサンシティ・チェーンの1つである。住人は55歳以上（夫婦の場合はどちらかが55歳以上）に制限され、退職者を指向したものである。
当初の計画ではジョージタウンの人口を2倍にする予定だった。住居は大半が一戸建てだが、集合住宅もある。町の中にはゴルフコースが3つある。住人はテキサス州の全体から来ているが、元々の住所に近い者が多い。町の地区割りを行ったときは特に、町の大きさや、家族向けの町としてのジョージタウンに与える影響、公共事業の費用に関する心配、テキサス州法で退職者に固定されている資産税収入の低下、選挙の時の不均衡などを心配して反対の声が上がった。
しかし多少の違いはあってもこの地域社会はジョージタウンの住民に歓迎され、受け入れられた。例えば、2008年の選挙で、サンシティ住人から市長選に2人が出馬したが、他に候補者はいなかった。この2人はそれ以前に市政委員会に選ばれてもいた。

## 地理
アメリカ合衆国国勢調査局に拠れば、郡域全面積は1,135平方マイル (2,939 km2)であり、このうち陸地1123平方マイル (2,908 km2)、水域は12平方マイル (31 km2)で水域率は1.05％である。郡域はジャレル市からジョージタウン市、ラウンドロック市を繋いで南北に走るバルコーンズ断崖（地元ではバルコーンズ断層とも呼ばれているが活性断層ではない）によって2つに分けられている。郡中部と南部は唯一の川であるサンガブリエル川に水が集まり、北部は北側境界を作るランパサス川とリトル川に注ぐクリークがある。

### 地形
郡東部はバルコーンズ断崖の東に広がる低いプレーリーの中にあり、海岸平原の一部である。平均標高は180メートルである。肥沃で粘土のような土壌である黒土プレーリーであり、現在でも綿花などの栽培や牛の飼育など農業用地として使われているが、郡人口が拡大するにつれて急速に開発が行われている。このプレーリーはウィリアムソン郡からメキシコ湾岸まで広がっており、昔からドイツ人やポーランド人など入植者によって耕されてきた歴史がある。
断崖の西はウェスタン・プレーンズの延長部かつ、「高地」テキサス・ヒル・カントリーの始まりであり、平均標高は260メートルである。岩がちの地形で、石灰岩の上を薄い土壌が覆っている。カシ、ウチワサボテン、などの多い丘陵性低木地であり、カルスト地形になっている。高地では牧畜も行われているが、うねりのある地形、景観、硬材樹木、豊富な野生生物および河川がある故に、むしろ住宅開発の対象になってきた。同様な理由で昔はインディアンも宿営地に使っていた。テキサス・ヒルカントリー地域は多孔質の岩が特徴であり、雨水が緩りと地下に浸透してエドワーズ帯水層を満たしている。このために開発が制限されており、アメリカ合衆国魚類野生生物局が幾つかの絶滅危惧種を保護している。郡内の幹線道である州間高速道路35号線がこの断層に沿って走っており、東西の2つの地域を分ける形になっている。

### 環境保護地域
バルコーンズ峡谷国立野生生物保護区が、オースティン市の北西、テキサス・ヒルカントリーの中にあり、ウィリアムソン郡の西部が入っている。1992年に指定され、キホオアメリカムシクイやスグロモズモドキという2つの絶滅危惧種を保存し、他にも多くの野生生物を保護している。オースティン市にはバルコーンズ峡谷保護区という似たような名前の保護区がある。ヒルカントリーに見られる植生としては、種々のオーク、ニレ、アッシュジュニパー（テキサスではシーダーと呼ばれる）がある。絶滅危惧種の鳥はこれら植生の連続性に依存している。エドワーズ高原で営巣しており、アメリカムシクイは専らここだけである。

### 絶滅危惧種
郡内には5種の絶滅危惧種がいる。2種の鳥類は上記のとおりである。他の3種はウィリアムソン郡でのみ見つかる無脊椎動物であり、郡西部の洞穴のような割れ目に住んでいる。石灰岩に穴が多くあいたカルスト地形は州間高速道路より西には典型的なものであり、洞穴や陥没穴、ひび割れなどが見られる。1990年代、関連する土地所有者、個人、不動産開発業者の一団がアメリカ合衆国魚類野生生物局の許可10-A（偶発捕捉許可と呼ばれる）を取得するために北エドワーズ帯水層資源委員会を結成した。これは郡全体で絶滅危惧種の生息する多くの洞穴を特定し保護することで、種の存続を図るものである。これらの種は、偶発捕捉許可の無い土地所有者に強制される抑制、認可など自発的な手段よりも、自発的な土地の提供で保存されるものである。この団体は2002年に郡に対して環境影響評価書に関わる成果を移管し、郡全体の許可10-Aは2008年10月に取得された。土地所有者は郡保存財団を通じて申請することで、郡の許可10-Aに参加することができる。

| - 州間高速道路35号線 - アメリカ国道79号線 - アメリカ国道183号線 - テキサス州道29号線 - テキサス州道45号線 - テキサス州道95号線 - テキサス州道130号線 - 183A号線有料道路 - テキサス州道195号線 | - ベル郡 - 北 - ミラム郡 - 北東 - リー郡 - 東 - バストロップ郡 - 南東 - トラヴィス郡 - 南 - バーネット郡 - 西 |

## 人口動態
以下は2000年国勢調査による人口統計データである。
| 基礎データ - 人口: 249,967人 - 世帯数: 86,766 世帯 - 家族数: 66,983 家族 - 人口密度: 86人/km2（223人/mi2） - 住居数: 90,325軒 - 住居密度: 31軒/km2（80軒/mi2） 人種別人口構成 - 白人: 82.41% - アフリカン・アメリカン: 5.12% - ネイティブ・アメリカン: 0.45% - アジア人: 2.64% - 太平洋諸島系: 0.08% - その他の人種: 7.19% - 混血: 2.11% - ヒスパニック・ラテン系: 17.20% 祖先による人口構成 - ドイツ系: 17.9% - イギリス系: 9.8% - アメリカ人: 8.8% - アイルランド系: 8.1% 年齢別人口構成 - 18歳未満: 30.0% - 18-24歳: 8.1% - 25-44歳: 35.6% - 45-64歳: 19.1% - 65歳以上: 7.4% - 年齢の中央値: 32歳 - 性比（女性100人あたり男性の人口） - 総人口: 99.3 - 18歳以上: 96.7 | 世帯と家族（対世帯数） - 18歳未満の子供がいる: 43.9% - 結婚・同居している夫婦: 64.0% - 未婚・離婚・死別女性が世帯主: 9.6% - 非家族世帯: 22.8% - 単身世帯: 17.6% - 65歳以上の老人1人暮らし: 4.6% - 平均構成人数 - 世帯: 2.82人 - 家族: 3.21人 収入と家計 - 収入の中央値 - 世帯: 60,642米ドル - 家族: 66,208米ドル - 性別 - 男性: 43,471米ドル - 女性: 30,558米ドル - 人口1人あたり収入: 24,547米ドル - 貧困線以下 - 対人口: 4.8% - 対家族数: 3.4% - 18歳未満: 5.4% - 65歳以上: 5.9% |

## 都市と町
| - ラウンドロック - シーダーパーク - ジョージタウン（郡庁所在地） - リーアンダー - ハットー - テイラー | - リバティヒル - ジャレル - バートレット - ソーンデール - グランジャー - フローレンス - スロール - ウェア |

- オースティン（小部分）
- フルーガービル（小部分）

### 未編入の町
- クープランド
- ジョナー
- マケドニア
- ノーマンズクロッシング
- シュワートナー
- ウォルバーグ
- ウォータールー

## 経済

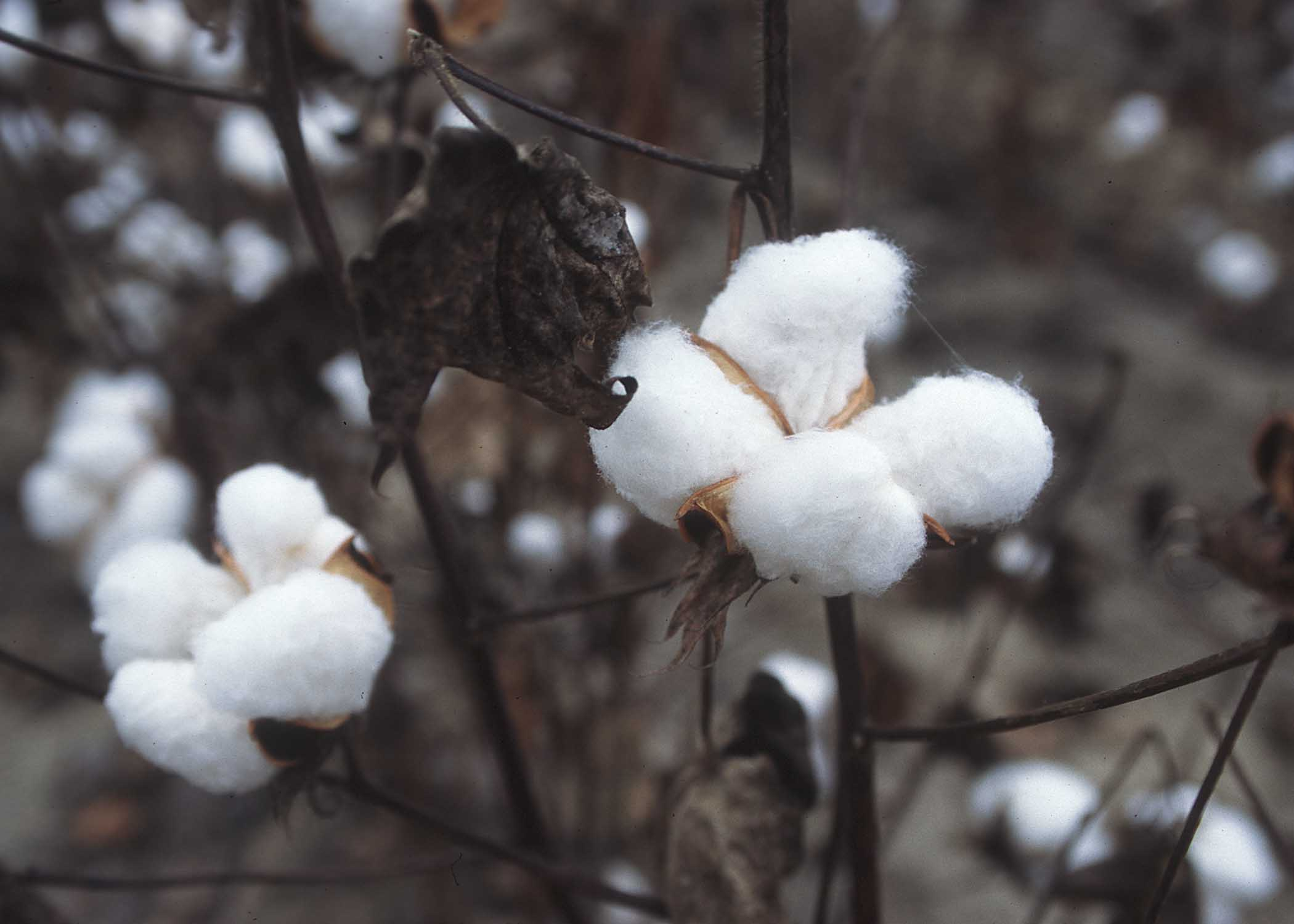
収穫前の綿の実

### 農業
ウィリアムソンの19世紀と20世紀の大半は農業社会だった。テキサス州からカンザス州やミズーリ州の鉄道駅に牛を追って行くチザム・トレイルがラウンドロックやジョージタウンを横切っていた。1880年代から1920年代は綿花が最大の農産物であり、ウィリアムソン郡は州内でも最大の生産郡だった。綿花の樽を運ぶために全国的な鉄道が2本走っていた。1つはインターナショナル・グレートノーザン鉄道であり、ミズーリ・パシフィック鉄道と合併した。もう1つはミズーリ・カンザス・テキサス鉄道だった。郡東部のテイラーの町は、綿花の生産と綿花の綿繰り（種を取り、鉄道で運ぶ樽に詰めること）の中心地になった。
バルコーンズ断層の東では農業と酪農業が行われ、西側では牧畜業が行われた。どちらの地域も都市化が進み始めると、サービス業や小売業など近代的な事業に変わっていった。しかし今日でも地域によって牛の牧畜は主要産業であり、ハットーやテイラーより東では綿花が主要産物である。

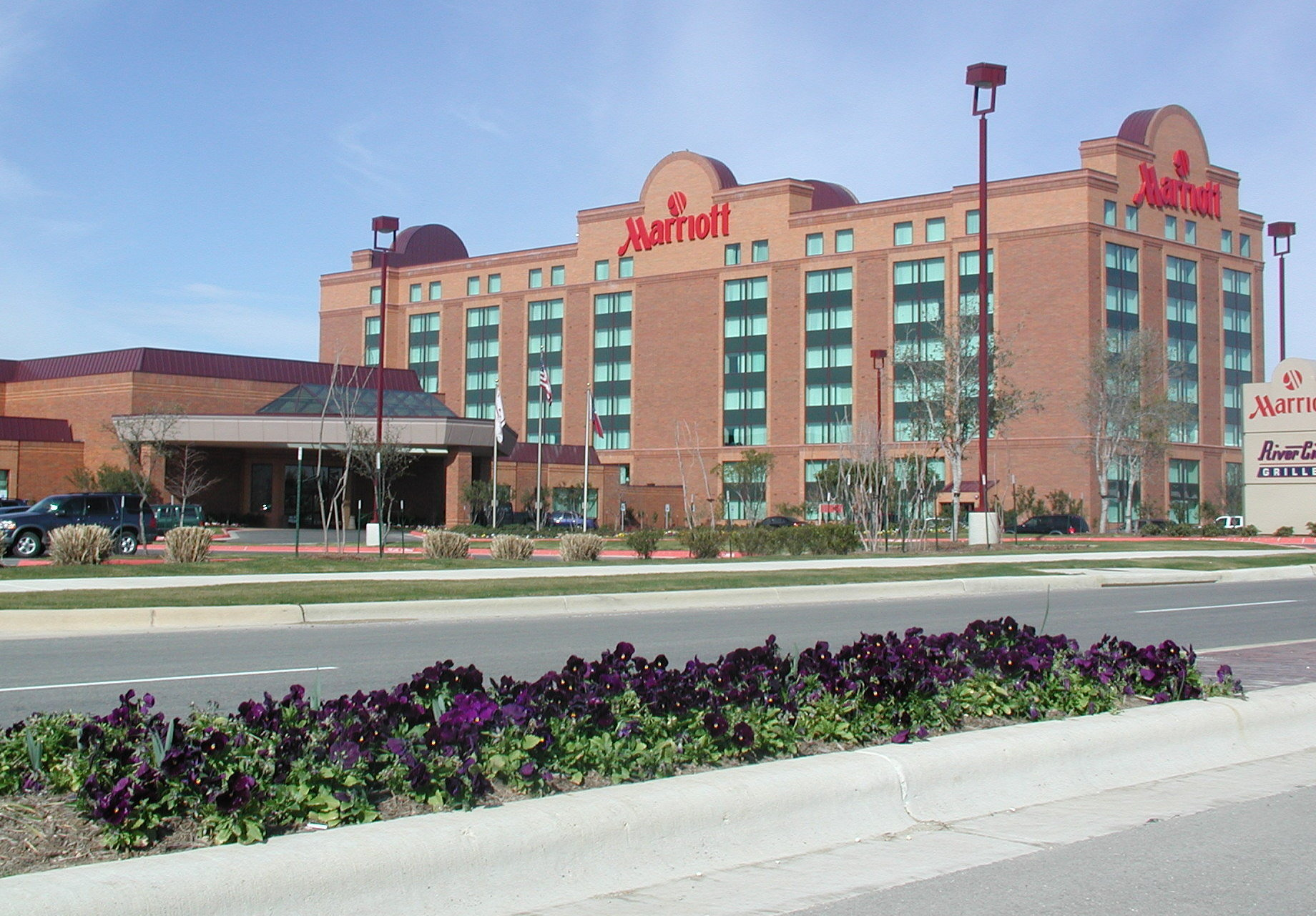
オースティン・ノース・マリオット

### 雇用
今日、郡内最大の雇用主はラウンドロック市にあるデル・コンピュータであり、約16,000人を雇用している。小売業と衣料も地域の雇用数が多く、小売業が第2位の産業になっている。ラウンドロックにあるイケアやプレミアメ・アウレットモールや、同じくラウンドロックのラ・フロンテラ複合施設が重要な商業施設である。ジョージタウンにはウルフ・ランチやライバリーがある。さらに、高等教育機関としてテキサス州立大学ラウンドロック校やオースティン・コミュニティカレッジが2010年に開校した。

## 郡庁舎
1911年に建設された郡庁舎は新古典主義建築の一例である。この郡庁舎は多様な歴史があり、1966年にその重要な建築要素が破壊されるなど、3度の改修と多くの修正が行われてきた。テキサス州歴史委員会の援助と保存を心がけた市民と役人によって、2006年から2007年に大補修が行われ、1911年当時の姿に戻って、郡内のランドマークに返り咲いた。

## ウィリアムソン郡の郡旗

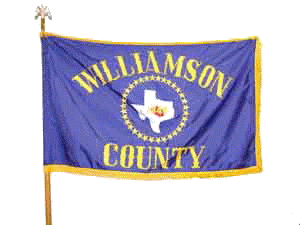
ウィリアムソン郡の郡旗

右の旗はウィリアムソン郡の郡旗であり、テキサス州を取り囲む星は、クララ・スターンズ・スカーボローが1973年に著した著作『Land of Good Water』で識別した33の町を表している。1970年時点で、人口20人のノーマンズクロッシングから1万人以上のテイラーまであった。今日町の定義がわかりづらくなっているので、郡内に幾つの町があるか決めることは難しい。2004年時点では、人口1,000人以上の町が11、5,000人以上の町が7ある。

## 政府と政治

### 郡政委員会
ウィリアムソン郡郡政委員会は郡全体の統治と管理の主体である。毎年、予算の決定と税率の設定を行っている。郡道路と橋の建設と保守など郡の事業の管理が任務である。地方政府の主体として郡政委員会を使うのはテキサス州などアメリカ合衆国の州でも幾つかある。委員会の主要機能は立法と行政である。司法権は限られた範囲でのみ執行している。
郡政委員会は5人の委員で構成される。郡判事が委員会の議長であり、4年毎に全郡を選挙区として選出される。他の4人は4つの選挙区からそれぞれ選ばれ、4年毎に改選される。201年時点で5人とも共和党員である。

### 連邦議会と州議会の代表
ウィリアムソン郡は共和党の強い地盤である。2009年時点で民主党員の選出役人は1人だけいたが、1期を務めただけで2010年には落選した。
テキサス州議会下院では第31選挙区に属し、2010年時点で共和党員を送り出している。
州上院では第5選挙区に属し、2010年に再選された共和党員を送り出している。
合衆国下院議員は第20と第52の選挙区に属し、第20区は共和党員、第52区は民主党員を送り出していたが、2010年に共和党員に敗北した。

### 大統領選挙の結果
ウィリアムソン郡は昔は確固とした民主党支持の郡だった。例えば1976年に55%の支持率でジミー・カーターを選び、この支持率は隣のトラヴィス郡の52%を上回っていた。1980年代初期から共和党支持に変わってきており、2004年の選挙ではジョージ・W・ブッシュが68％の支持を獲得した（トラヴィス郡は42％だった）。2008年でもジョン・マケインが55％、対するバラク・オバマは42％だった。投票総数も郡の急成長を反映しており、1960年の総数は3,650票だったのに対し、2008年では156,000票が投じられた。

## 新聞
郡内で発行される新聞は「ラウンドロック・リーダー」、「ウィリアムソン・カウンティ・サン」（ジョージタウン市）、「テイラー・デイリー・プレス」、「ハットー・ニューズ」、「ヒル・カントリー・ニューズ」（レアンダー市）、リバティ・ヒル・インデペンデント」、トリビューン・プログレス（バートレット市）がある。
2005年、「コミュニティ・インパクト・ニューズペーパー」が初めて郡全体の新聞になった。
「オースティン・アメリカン・ステイツマン」も郡内で広く読まれている。

## 教育
ウィリアムソン郡の公教育は下記の独立教育学区が管轄している
- バートレット独立教育学区、一部がベル郡内、小部分がミラム郡内
- バーネット統合独立教育学区、大半がバーネット郡内、小部分がリャノ郡内
- クープランド独立教育学区、極小部分がトラヴィス郡内
- フローレンス独立教育学区、小部分がベル郡内
- ジョージタウン独立教育学区
- グランジャー独立教育学区
- ハットー独立教育学区
- ジャレル独立教育学区
- レアンダー独立教育学区、一部がトラヴィス郡内
- レキシントン独立教育学区、大半がリー郡内、極小部分がミラム郡内
- リバティヒル独立教育学区
- ラウンドロック独立教育学区、小部分がトラヴィス郡内
- テイラー独立教育学区
- スロール独立教育学区
- ソーンデール独立教育学区、大半がミラム郡内

### 高等教育機関
- サウスウェスタン大学、ジョージタウン市
- オースティン・コミュニティカレッジ、ラウンドロック市
- テキサス州立大学ラウンドロック校
- テキサスA&M健康科学センター、ラウンドロック市

## 著名な住人
- ノーラン・ライアン、メジャーリーグベースボールの元投手、現在はテキサス・レンジャーズのオーナー、1999年にアメリカ野球殿堂入り
- サム・バス（1851年-1878年）、西部開拓時代の列車強盗で名高い強盗団首領、1878年にラウンドロックでの射撃線で殺された

## 映画

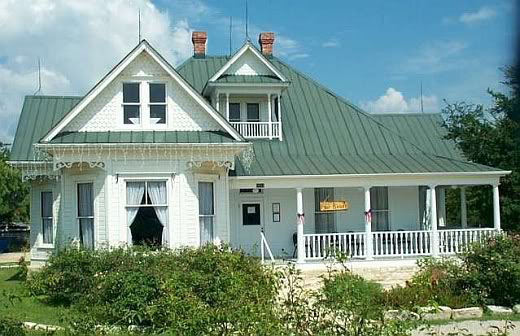
1974年の映画悪魔のいけにえで使われた家、現在はレストラン

- 1984年のコーエン兄弟の映画ブラッド・シンプルでウィリアムソン郡が登場した

- 1996年の映画マイケル（ノーラ・エフロン監督）は、郡内とジョージタウン市で撮影された

- 1974年の映画悪魔のいけにえはラ・フロンテラで撮影された[32]

## スロール洪水
1921年9月9日と10日、ハリケーンがウィリアムソン郡を襲った。台風の目が郡東部の小さな農村スロールの上で留まり、36時間に1,008 ミリメートルの雨が降った。9月10日午前7時に止んだ雨で、24時間雨量970ミリメートルは記録的だった。州内で215人が死亡し、被害も甚大だった。